# Nathalie Rihouet
Pour les articles homonymes, voir Rihouet.
 (décembre 2013).
Nathalie Rihouet, née le 27 septembre 1965 à Vernon, est une présentatrice météo sur France 2.

## Biographie

### Études
Titulaire du Bac B, elle entreprend ensuite des études en communication au cours desquelles elle obtient le diplôme de l'École française des attachés de presse (EFAP).

### Vie privée
Elle est la mère de trois enfants : un garçon, Alessandro, né le 2 mars 2008, et deux filles issues de deux précédentes unions : Candice, née le 16 juillet 1991 et Daphné, née le 17 décembre 1997.

### Parcours professionnel
Pour le premier journal télévisé de La Cinq, présenté par Jean-Claude Bourret, le 14 septembre 1987, c'est elle qui officie et anime le bulletin météorologique, alors qu'elle n'a pas encore 22 ans. En plus de la météo, elle est également reporter, sur cette chaîne, pour présenter quelques sujets concernant principalement l’environnement.
Après les premiers déboires financiers de La Cinq, elle quitte la chaîne, en avril 1990, pour rejoindre Antenne 2, devenue France 2 le 7 septembre 1992, où elle continue à être présentatrice météo (bulletins quotidiens et émission Télématin). En février 2016, avec une longévité à toute épreuve, elle est nommée responsable du service météo de la chaîne publique. Depuis le 29 août 2016, elle présente plus particulièrement les éditions de la météo de Télématin en alternance avec Valérie Maurice. Depuis le 5 septembre 2016 et le lancement de la chaîne d'information France Info, les éditions de la météo de Télématin et le 6h info étant regroupées avec celles de la tranche info 6h-9h30 puis depuis mi-mars 2017 6h30-9h30, Valérie Maurice présente donc également, et toujours en alternance avec Nathalie Rihouet, les éditions météo de la chaîne France Info.
Bien que souvent sollicitée pour être chroniqueuse ou présenter d'autres émissions à la télévision, elle s'est cantonnée à la présentation de la météo, préférant faire en parallèle une petite carrière à la radio, pour y présenter la météo mais aussi des rubriques de vie quotidienne, notamment sur Radio & Co après être notamment passée sur les antennes de France Bleu, RMC et Sud Radio. Du 17 septembre 2007 au 30 juillet 2009, elle anime la météo d'Europe 1 en alternance avec Laurent Cabrol. Elle prend ainsi la place de Thierry Fréret qui anime désormais la tranche 5h / 7h de la station.
Férue de théâtre, elle fait également quelques apparitions sur les planches, notamment dans Trois jeunes filles nues où elle tient un des rôles principaux, celui de Miss Tapsy, interprétant le morceau Raymonde, dans l'opérette d'Albert Willemetz, mise en scène pour l'occasion par Francis Perrin.